# Molinadendron sinaloense
Molinadendron sinaloense (descrita originalmente como Distylium sinaloense) es un árbol de la familia hamamelidaceae.

## Distribución y hábitat
Es una planta endémica de la Sierra de Surutato, la cual se encuentra en tres los municipios de Sinaloa de Leyva y Badiraguato, en el estado de Sinaloa. De ahí su epíteto específico. 
Habita en barrancos y cañadas húmedas de bosque de pino-encino y Pseudotsuga, entre los 1700 y 1800 m sobre el nivel del mar.
Es una especie catalogada como amenazada ya que sus poblaciones son reducidas (menos de 2,500 individuos reproductivamente viables) y a la pérdida de su hábitat por extracción maderera. 